# Anagrapha falcifera

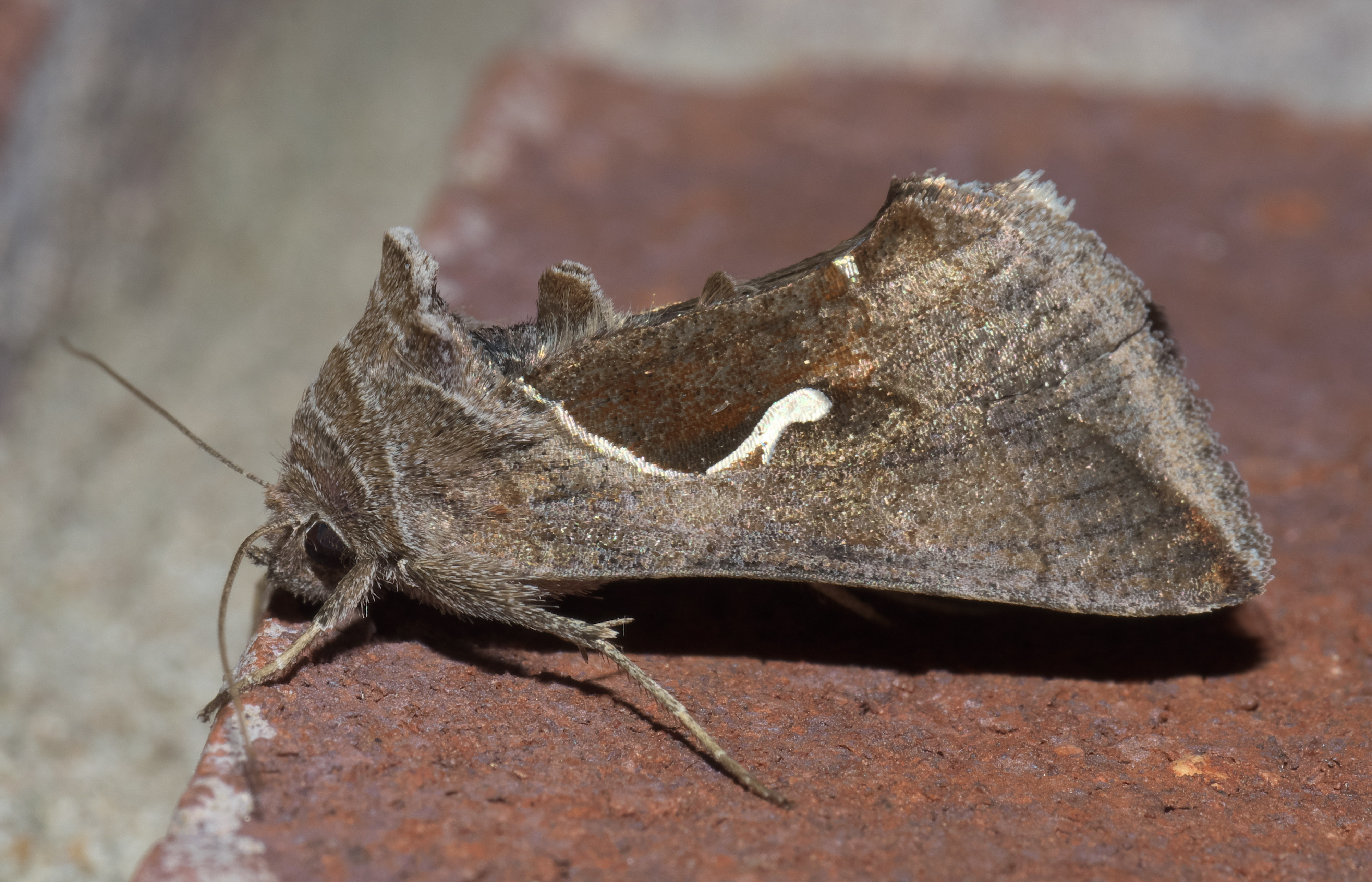
Falter in Ruheposition

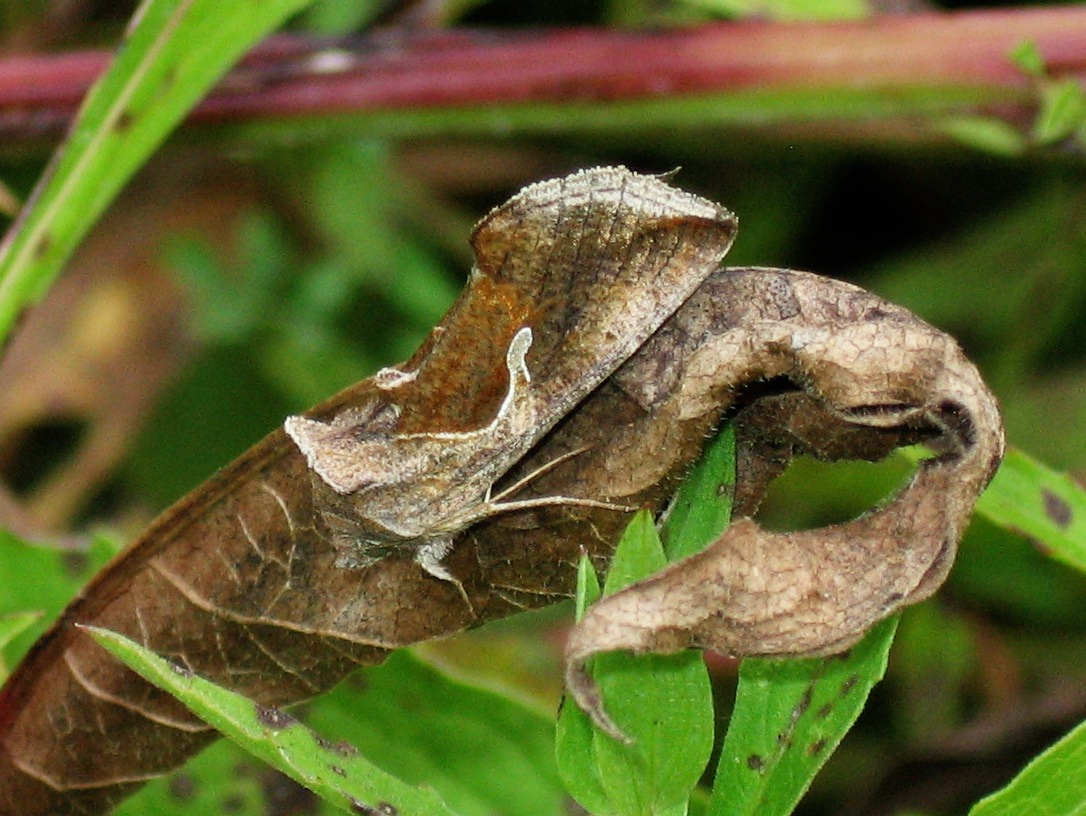
Falter in Tarnstellung

Anagrapha falcifera ist ein in Nordamerika vorkommender Schmetterling (Nachtfalter) aus der Familie der Eulenfalter (Noctuidae).

## Merkmale

### Falter
Die Flügelspannweite der Falter beträgt 32 bis 34 Millimeter. Auf den Vorderflügeloberseiten herrschen graubraune Färbungen vor. Im Mittelfeld befindet sich ein charakteristisches silberweißes Zeichen, etwa in Form des Buchstaben Gamma aus dem griechischen Alphabet. Dieses verlängert sich in einer dünnen Bogenlinie und erstreckt sich über den Flügel bis zum Innenrand nahe der Flügelwurzel. Das Mittelfeld zwischen Zelle und Innenrand ist schwarzbraun bis kastanienbraun gefärbt. Die Hinterflügeloberseite ist graubraun und am Saum verdunkelt. Auf dem pelzig behaarten Thorax befindet sich ein kammähnliches Haarbüschel. Der Hinterleib ist mit weiteren kurzen Haarbüscheln versehen, der Saugrüssel ist gut entwickelt.

### Raupe
Ausgewachsene Raupen haben eine grasgrüne bis türkisgrüne Farbe. Sie zeigen dünne weiße unterbrochene Nebenrückenlinien, viele kleine weiße Punkte, einen gelbweißen Seitenstreifen sowie einige kurze helle Härchen.

## Verbreitung und Lebensraum
Anagrapha falcifera kommt in Nordamerika, schwerpunktmäßig im Süden Kanadas und im Osten, Norden und der Mitte der USA vor. Nachweise gibt es auch aus Neufundland, Labrador und Kalifornien. Die Lebensräume umfassen Freiflächen, Straßenränder, Wiesen, Weiden, Gärten, Ackerland und Sumpfgebiete.

## Lebensweise
Die Falter von Anagrapha falcifera bilden mehrere Generationen im Jahr, die sich zuweilen überschneiden und schwerpunktmäßig die Monaten Juli und September betreffen. Sie sind tag- und nachtaktiv, saugen am Tage an Blüten und besuchen nachts künstliche Lichtquellen. Zur Tarnung sitzen sie gerne auf verwelkten Blättern und sind dadurch für Fressfeinde kaum zu erkennen. Die Raupen ernähren sich von den Blättern verschiedener Pflanzen, dazu zählen: Heidelbeeren (Vaccinium),  Kohl (Brassica), Möhren (Daucus), Klee (Trifolium), Mais (Zea mays), Salatpflanzen und Schneeball (Viburnum).

## Schädlingsbekämpfung
Aus den Raupen von Anagrapha falcifera wird ein Baculovirus gewonnen, das zur biologischen Schädlingsbekämpfung angewendet werden kann.